# Ghelna canadensis
Ghelna canadensis là một loài nhện trong họ Salticidae.
Loài này thuộc chi Ghelna. Ghelna canadensis được Richard C. Banks miêu tả năm 1897.